# Beelzebufo ampinga
Beelzebufo ampinga é uma espécie extinta de anuro da família Ceratophryidae, que era encontrada no noroeste de Madagascar entre 65 e 70 milhões de anos atrás, na época do Cretáceo Superior. Durante esse período, o clima na região era o subtropical árido, havendo estações bem definidas, com longas secas e baixa pluviosidade. Compartilhava seu habitat com várias espécies de dinossauros e mamíferos primitivos.
Media em média 41 centímetros de comprimento e devia pesar 4,5 quilos, sendo a maior espécie de anuro que já existiu. Seu crânio era extremamente ossificado, curto, largo e fundo. Possuía de 50 a 60 dentes em cada maxila e 13 ou 14 dentes em cada pré-maxila. Presume-se que sua pele era fina e que tinha o corpo globoide e dedos pequenos. Devido a uma série de características ósseas, é sugerido que a espécie era fossorial, permanecendo em tocas durante as épocas mais quentes e secas, só saindo para se reproduzir e se alimentar. Como anfíbios de grande porte costumam ter uma reprodução acelerada e uma longa expectativa de vida, era capaz dessa espécie também possuir.
Assim como os sapos de sua família, tinha uma grande boca, uma mordida extremamente potente e uma língua larga e grudenta, que lhe permitia capturar animais grandes e fortes, como pequenos crocodilos e dinossauros não voadores. Comparando a mordida do Ceratophrys cranwelli com o seu tamanho, estima-se que o B. ampinga tinha uma mordida de até 2 200 newtons, chegando a ser mais forte que a de um pit bull.

## Taxonomia
A espécie foi descrita no dia 7 de janeiro de 2008, pelos pesquisadores Susan Evans, Marc Jones e David Krause, na revista científica Proceedings of the National Academy of Sciences, a partir de fósseis que foram encontrados desde 1993. É tratada como pertencente a família Ceratophryidae devido à semelhança com as outras espécies da família em várias características, como a presença de dentes unicúspides, a expansão posterolateral do osso parietal e a ausência de projeções no osso palatino. Já sua especiação pode ser comprovada pelo seu tamanho, muito maior do que qualquer outra espécie da família, a presença de exostoses no teto da cavidade craniana e a força dos ossos e o padrão de suturas do crânio. Os gêneros mais próximos filogeneticamente são o Ceratophrys e o Baurubatrachus, porém, certas características, como as narinas e o formato do corpo, não permitem que a espécie seja catalogada neles, sendo criado então um gênero a parte, o Beelzebufo.
Os fósseis do holótipo foram encontrados na Formação Maevarano, na província de Mahajanga, em Madagascar. O nome do seu gênero deriva da aglutinação da palavra grega Βεελζεβούλ (Beel’zebul), que significa "demônio", e da palavra latina Bufo, que significa "sapo", tendo como tradução livre, "sapo do demônio", uma alusão ao seu grande porte e possível aparência. Já o seu epíteto específico, deriva da palavra malgaxe Ampinga, que significa "armadura", uma referência a hiperossificação de seu crânio.

## Distribuição
Até o ano de 2014, foram encontrados 64 espécimes em 27 lugares distintos, na província de Mahajanga, no noroeste de Madagascar. A espécie viveu entre 65 e 70 milhões de anos atrás, no Cretáceo Superior, e conviveu com espécies de dinossauros e mamíferos pré-históricos. Estima-se que durante essa época haviam ligações entre a América, Madagascar e a Antártida, já que a espécie possui muitas semelhanças com sapos sul-americanos e também pelo fato das espécies atuais de sua família serem exclusivas da América do Sul. O clima durante esse período nessa região era o subtropical árido, com estações bem definidas, havendo longos períodos de seca e com poucas chuvas, fazendo com que os indivíduos ficassem próximos de rios temporários e poças d'água. Tais intempéries justificariam a sua alta ossificação, evitando assim a perda de água devido ao seu grande tamanho corporal. Comparações com espécies dos gêneros Ceratophrys e Pyxicephalus sugerem que o B. ampinga era predominantemente terrestre.

## Descrição

Comparação entre o B. ampinga e uma mão humana

A espécie media em média 41 centímetros de comprimento e pesava aproximadamente 4,5 quilos, porém supõe-se que podia ser maior quando vivo. Seu crânio era extremamente desenvolvido, posteriormente fundo, curto e largo. Existiam entre 50 e 60 dentes em cada maxila e 13 ou 14 dentes em cada pré-maxila, sendo bastante semelhante com os das espécies do gênero Ceratophrys. Foram encontradas osteodermas fossilizadas, que poderiam ser usadas como proteção da região dorsolateral ou posterior do tronco. A tíbia e a fíbula eram ossos robustos e largos, tendo seu fóssil medindo 51,3 milímetros, mas é provável que medisse entre 56 e 62 milímetros quando em vida. 
Em vários espécimes diferentes, foram encontrados ossos de diferentes tamanhos, o que pode se levar a imaginar que havia dimorfismo sexual ou diferença no grau de crescimento devido a fatores externos. Possivelmente possuía uma longa expectativa de vida, já que isso é algo comum em anfíbios de grande porte. Supõe-se que possuía a pele fina, que seus dedos eram pequenos, que não tinha membrana timpânica e que seu corpo era globular. O seu padrão de suturas indica que seu crescimento era prolongado.

Era completamente diferente de qualquer espécie de sapo atual, sendo maior que a rã-golias (Conraua goliath), que pode ter até 35 centímetros e pesar 3,5 quilos, que é a maior espécie de anuro vivente, e o sapo-cururu (Rhinella schneideri), que chega a ter 25 centímetros e é o maior sapo da América. Era também de 4 a 5 vezes maior que o Mantidactylus guttulatus, o atual maior sapo de Madagascar, que chega a medir 12 centímetros.

## Alimentação
A alimentação dos indivíduos do gênero Ceratophrys podem incluir animais grandes, fortes e/ou perigosos, como outros sapos, lagartos, cobras, aves e roedores, já que possuem uma língua larga e grudenta, que agem em conjunto com uma poderosa mordida e uma boca de grandes proporções e abertura. Assim como estes sapos, estima-se que o B. ampinga tinha uma dieta parecida e modo de predação semelhante, e, considerando-se a fauna local no Cretáceo Superior, imagina-se que a espécie poderia se alimentar de pequenos crocodilos e dinossauros não voadores.
Foram feitas comparações para se determinar a força da mordida de um indivíduo adulto. Para isso, analisaram a força das mandíbulas da espécie Ceratophrys cranwelli e compararam com o tamanho do seu corpo e da sua cabeça. E a partir de um transdutor de força, descobriu-se que as espécies viventes do gênero Ceratophrys possuem uma mordida com uma força entre 5 e 500 newtons, e estimativas obtidas a partir desses dados sugerem que a espécies possuíam uma mordida de até 2 200 newtons, superior a de um pit bull (2 000 N), de uma leoa (2 024 N) e de uma tigresa (2 165 N).

## Comportamento
Não existem dados concretos sobre seu comportamento, apenas comparações com espécies semelhantes e estimativas baseadas nos restos fósseis. Anfíbios de tamanho avantajado costumam ter um ciclo reprodutivo acelerado, então se imagina que essa espécie também era assim, reproduzindo-se nos períodos mais úmidos ou frescos. Análises ósseas sugerem que a espécie poderia ser fossorial, permanecendo em tocas nas estações mais quentes e secas, saindo apenas para se reproduzir e se alimentar, comportamento comum em anuros que vivem em locais áridos. Tais características que podem comprovar isso são: o crânio altamente ossificado e robusto, a ausência de membrana timpânica, o corpo globoide e a presença de vértebras elevadas. Devido ao seu tarso muito curto, a espécie não era saltadora, e tinha que caminhar para se locomover. Esta peculiaridade também reforça a possibilidade dela ser fossorial.